# Saint-Mards-de-Blacarville

Saint-Mards-de-Blacarville este o comună în departamentul Eure, Franța. În 1 ianuarie 2022 avea o populație de 856 de locuitori.